# Villa peninsularis
Villa peninsularis är en tvåvingeart som beskrevs av Cole 1923. Villa peninsularis ingår i släktet Villa och familjen svävflugor. Inga underarter finns listade i Catalogue of Life.